# یواس‌اس کلمسون (دی‌دی-۱۸۶)
یواس‌اس کلمسون (دی‌دی-۱۸۶) (به انگلیسی: USS Clemson (DD-186)) یک کشتی بود که طول آن ۹۵٫۸ متر (۳۱۴ فوت) بود. این کشتی در سال ۱۹۱۸ ساخته شد.